# Håkan Lindman
Håkan Fred Ingvar Lindman (ur. 27 listopada 1961 w Göteborgu) – szwedzki piłkarz występujący na pozycji napastnika.

## Kariera klubowa
Lindman karierę rozpoczynał w 1979 roku w drugoligowym zespole GAIS. W 1981 roku spadł z nim do trzeciej ligi, ale w 1983 roku awansował z powrotem do drugiej. W 1985 roku odszedł do trzecioligowego Karlstad BK, gdzie spędził sezon 1985. W 1986 roku został graczem pierwszoligowego Malmö FF. W tym samym roku zdobył z nim mistrzostwo Szwecji oraz Puchar Szwecji.
Na początku 1988 roku Lindman przeszedł do belgijskiego Anderlechtu, z którym w sezonie 1987/1988 wygrał rozgrywki Pucharu Belgii. W połowie 1988 roku wrócił do Malmö i wywalczył z nim mistrzostwo Szwecji (1988) oraz Puchar Szwecji (1989). W 1990 roku zakończył karierę.

## Kariera reprezentacyjna
W reprezentacji Szwecji Lindman nie rozegrał żadnego spotkania. W 1988 roku został powołany do kadry na Letnie Igrzyska Olimpijskie, zakończone przez nią na ćwierćfinale.